# Весковато (кантон)
Весковато (фр. Vescovato) — упразднённый в 2015 году кантон во Франции, находился в регионе Корсика, департамент Верхняя Корсика. Входил в состав округа Бастия.
Всего в кантон Весковато входило 7 коммуны, из них главной коммуной является Весковато. 22 марта 2015 года все 7 коммун вошли в состав нового кантона Казинка-Фьюмальто.

## Коммуны кантона
| Коммуна               | Население, чел. (1999) | Почтовый индекс | Код INSEE |
| --------------------- | ---------------------- | --------------- | --------- |
| Венцоласка            | 1 333                  | 20215           | 2B343     |
| Весковато             | 2 316                  | 20215           | 2B346     |
| Кастелларе-ди-Казинка | 498                    | 20213           | 2B077     |
| Лорето-ди-Казинка     | 234                    | 20215           | 2B145     |
| Пента-ди-Казинка      | 2 438                  | 20213           | 2B207     |
| Порри                 | 47                     | 20215           | 2B245     |
| Сорбо-Оканьяно        | 716                    | 20213           | 2B286     |

## Население
Население кантона на 2008 год составляло 8475 человек.
| 1962 | 1968 | 1975 | 1982 | 1990 | 1999 | 2006 | 2007 | 2008 |
| ---- | ---- | ---- | ---- | ---- | ---- | ---- | ---- | ---- |
| 3688 | 4519 | 5210 | 5558 | 6548 | 7582 | —    | —    | 8475 |